# هدى درويش (كاتبة)
هدى عامر درويش (مواليد 26 نوفمبر 1991)، هي كاتبة روائية وشاعرة وكاتبة مقالات ومقدمة برامج إذاعية جزائرية، من مواليد تشرين الثاني بالجزائر.
نشأت في أسرة تربوية خالصة حيث كان والدها مدرسا للغة العربية وكذا أمها (سورية جزائرية) التي عملت باللغة الفرنسية وآدابها مما أكسبها تعدد الثقافات وزمام الأدبين العربي والفرنسي، حائزة على بكالوريا تخصص علمي بتقدير ممتاز لتحضر فيما بعد دكتوراه في العلوم الطبية...تقلدت مناصب عدةّ في سن مبكر... حيث امتهنت التعليم في معهد خاص بالتكوين في اللغات الأجنبية بالتوافق مع المركز الثقافي الفرنسي بالجزائر، وأوّل منشوراتها باللغة العربية هو رواية «آمال... حب يبحث عن وطن» التي تعالج فيها قصة شاعرة فلسطينية بين دروب السياسة والجوسسة والمنفى... عُرفت بطريقة وأسلوب كتابتها الذي يميل بوضوح إلى أدباء المهجر و الرابطة القلمية متأثرة بجبران خليل جبران في النثر، وكل من نزار قباني ومحمود درويش في الشعر الحر، لذلك اختارت لنفسها كنية أدبية «هدى درويش» نسبة له، لتنتقل فيما بعد إلى كتابة المقالات التي تناولتها صحف عالمية ومواقع إلكترونية كثيرة... وبذلك شكّلتْ استثناءً واضحا بين كل البصمات الإبداعية الموجودة في الساحة... كانت الكتابة متنفسها الوحيد ومهربها الأقرب من هموم وضجر الحياة، فجمعت بين الثوريات والرومانسيات والزخرفات الأدبية.

## حسناء الأدب الجزائري
حيث أطلق عليها الناقد والاكاديمي الفلسطيني " عبد المجيد جابر " الذي أصدر بحقها كتابا نقديا بعنوان «قراءة في حسناء الأدب الجزائري هدى درويش» عن دار الجندي للطباعة والنشر والتوزيع بمدينة «رام الله» بفلسطين.

## تشابه الاسم
هنالك أكثر من شخصية مشهورة تحمل اسم «هدى درويش» في الوطن العربي لذلك ينبغي التفريق بين المذيعة البحرينية «هدى درويش» والمطربة السورية القديمة «هدى درويش» صاحبة أغنية «سكّروا عليي الباب» والدكتورة هدى درويش أخصائية الحوار بين الأديان والثقافات بجامعة «الزقازيق» بمصر... وبين الأديبة والشاعرة والإعلامية الجزائرية الشابّة «هدى عامر درويش».

## هدى درويش: أقوال ونفحات
- «الدين كما الحب يموت حين يصبح عادة».
- «ليس في الحياة ما يستحق أن نبكي عليه سوى ما جعلنا ذات يوم على قيد الفرح».
- «في الحبّ وحده يحدث أن تتماثل الحرية والعبودية حين تعنيان معًا: التعلّق».
- «فقط وحين أراهم يهرعون من عجزهم الجنسي إلى كلّ اصناف الدواء ولا يعني لهم عجز الفكر شيئًا... أدرك عجز حرفي المبّكر في تغيير ظلام عقولهم».
- «ما الموت سوى أجساد تفترق وقلوبٌ تزيد ألفة»
- «الغضب لحظة من غيظ الجراح والتسامح عمرٌ من زمن الحضارة»
- «لا يمكن لعقل امرأة نقيّة في الحب... أن ينسى عظمة رجل ٍ لا يخجل من البكاء أمامها»
- «العقول العادية تستهلك زمن الحياة والعقول الراقية تمارس فنّ الحياة»
- «أينما تنبض الحياة فثمة كاتب مرتبطة نهاية عمره بالتوقف عن الكتابة»
- «إذا رأيتَ مفّكرا يكتبُ لعشرات السنين، عن نفس الجراح، بقدر ٍ يزداد من الألم...فاعلم أنّه عربي»
- ""تنوبكَ من عظمة روحك أعباء، ومن عظمة عقلك حسدٌ وأعداء"
- «رغم أنّ الحب حلم...الا أنّه العلاقة الوحيدة التي تربطنا بالواقع»
- «علّمتني كل جراحات الزمن أنْ أحسن الابتسامة في وجوه الآخرين»
- «كنْ كالمحبة...لا يختلف في عذب الشعور بكَ اثنان»
- «لجمال الروح لغة...أبسط مفرداتها الابتسامة»
- «ليس من ضعفنا ألاّ نقوى على الفشل أحيانا...فقط في القلب جراح لا تحتمل أنْ يخذشها القدر»
- «ليتَ حياتنا نافذة ٌ لنغلقها...في وجه كلّ من مرّ بها وهو لا يستحق»
- «عالمٌ في مأساة... هو عالمٌ كلّ من فيه لا يرى سوى الجانب المظلم لمن يختلف معه»
- «ما أشقى أن تتعامل بحضارة مع من لا حضارة لفكره»

## شهادات
- "  الصحفية والاعلامية " نجاة البكري":

«كتابات ترنحت خلالها شاعرتنا الشابّة بين هدير موج غاضب ورياح عاتية وخرير واد شارد وأشعة شمس حارقة ودموع بدَتْ خالدة على أمل أن تروي نبتة عشقٍ تمسّكت بجذورها فوجدت نفسها واهمة وهي تحاكي لوحة عابرة...كسلّة حاكها قصب النسيان عجزتْ تلك الدموع على إحيائها من جديد...من عبق ياسمين تستمدّ أمل التصافي حين غنّت هدى إلى تمثال واحد شكّل شجنها ملامحه وخلق منه تماثيل عدّة لتبحث في خباياها عن أمل...ناجتْ كل قطرة مطر لامستْ زجاج نوافذها لتنسجم مع دموعها على مرافئ الانتظار التي لوّحت لها بخوف من القدر، قدرٌ» انطفأ في عينيه البريق«إلاّ أن الشاعرة أرادتْ أن تنطق جفونها سرّا برائحة الياسمين لتشاركها الأنين لوعة لا تبارحها وتطرب لسماع أنغامها حتى تحظى بحبّ من جفاها وهي تروم البحر بمدّه وجزره...بصمته وغضبه، بعطائه وغدره...ألِفَتْ لغته وألِفَ نبضَ قلبها فتواترتْ نوتات العزف بينهما حتى كدتُ أشعر أن البحر احتضنها وأطاعها ليبوح من خلال قصائدها بحالة عشق دائمة...عنيدة...فعلّمها الغوص بين موج العشق وخيبات الحنين...حينها سقطت متعبة وقررّت أن تستردّ دليل رحلة حبّ وتحتكرها وتحفظ تفاصيلها دون أن تكون قيداً يأسرها...»
- " الشاعرة والكاتبة اللبنانية "  نسرين ياسين بلوط ":

"عندما قرأت لهدى ساورني هدوء ران في أعماقي بلازوردية لأفق رهيف من الإحساس الهادئ... وتدلّى كعقد من الياسمين يعطّر الإحساس ويسمو به إلى دنيا بعيدةٍ سحيقةِ المدى...هي سطّرت وخطّت المشاعر التي تنتابها كما يتقلب القدر بسرمديته من حال إلى حال... من الانهزام إلى القوة.. ومن الخيبة والمرارة إلى التعود والتحمل والانسكاب على سفح الأنوثة بعمق الإحساس دون التطرق إلى التفاصيل التي لا جدوى منها.
- " الصحفي المصري الراحل ورئيس تحرير مجلة روزاليوسف سابقا "  عصام عبد العزيز  ":

«حين يُشعركَ النص أنه قادم من زمن آخر فذلك هو الابداع الحقيقي وهذه الشاعرة تنقلنا إلى أجمل سنوات المجد الأدبي...»

## أعمالها
- آمال... حب يبحث عن وطن
- Amour en quete sa nation
- رسائل خلود الياسمين
- لك وحدك...شعر
- رواية نساء بلا ذاكرة
- لأنك دائما تكون غيرك...ديوان شعري 2017 عن دار الشروق

- Le vrai visage de la lie 2021

## الفن والاعلام
- "تطل حاليا بعمود اسبوعي بعنوان "ريفيفيسانس" من جريدة الجمهورية الجزائرية
- "كما تناولت أعمالها الكثير من الجرائد والمجلات والصحف العالمية، كأسبوعية الديار اللندنية، أسبوعية وطن الصادرة بكاليفورنيا، مجلة العربي الكويتية، مجلة روزاليوسف المصرية ومجلة الدوحة الثقافية وغيرها، كما جمعتها الكثير من الحوارات والمقابلات مع فنانين وكتابّ كبار مثل:
- "الفنانة السورية: ميادة بسيليس.
- "الرسامة الفرنسية الشهيرة: آن سلاسيك.
- "الفنانة اللبنانية: أميمة الخليل.
- " الكاتبة الفرانكو جزائرية: كاتيا حسن.
- " مغنية الأوبرا اللبنانية: هبة القواس.
- " مغنية الجاز الجزائرية الفرنسية:لينا دوران.
- " المطربة السورية: لميس الخوري.
- " الاعلامية والناقدة اللبنانية: مايا الحاج.
- "الفنان التشكيلي الفرنسي العالمي: كريستوف بارون.
- " المغنية الفرانكو جزائرية: ماليا السعدي.
- "الفنانة السورية: ليلى سمور.
- "الفنان الكلاسيكي الفرنسي: شارلي سوساي.

و غيرهم.
- " كما تجتمع الاعلامية هدى درويش مع الفنان اللبناني الملقب بالتينور" غابريال عبد النور " في المجلة الثقافية الاعلامية "قمر بيروت".